# 上崙
上崙，是臺灣嘉義縣溪口鄉的一個傳統地域名稱，位於該鄉中部略偏東南。相較於今日行政區，其範圍大致包括妙崙村不含北部凸出部分的西北部及該凸出部分的東南端、溪東村南端。

## 歷史
台灣日治初期，上崙地區為一街庄（舊制街庄），稱為「上崙庄」，隸屬於打貓南堡。該庄北與雙溪口庄、頂坪庄為鄰，東邊及南邊東段與柳仔溝庄為鄰，南邊西段及西邊南段為本廳庄，西邊北段為崙尾庄。
1901年（日治明治三十四年）11月11日，全台設置二十廳，該庄隸屬於嘉義廳。1904年（明治三十七年）2月15日，該庄編入「雙溪口區」，隸屬於嘉義廳。1909年（明治四十二年）10月25日，全台整併二十廳為十二廳，該庄仍隸屬於嘉義廳。1910年（明治四十三年）1月18日，各區管轄區域調整，該庄仍隸屬於嘉義廳的「雙溪口區」。
1920年（大正九年）10月1日，全台廢十二廳改設五州二廳，該庄改制為「上崙」大字，隸屬於臺南州嘉義郡溪口庄（新制街庄）。
戰後溪口庄改制為溪口鄉，隸屬於臺南縣，大字亦改制為村。1950年（民國39年）10月，雲、嘉、南分治，溪口鄉改隸屬於嘉義縣。

## 聚落
本地區發展較早的聚落有下崙、上崙、菜堂、新興等，在日治期初期的官方地圖上已有記載。

## 交通
鄉道嘉77線是下崙至雙援的道路。
鄉道嘉90線是溪口至下坪的道路。
鄉道嘉91線是溪口至南靖厝的道路。
鄉道嘉92線是下崙至下員林的道路。
鄉道嘉93-1線是竹圍仔至上崙的道路。
鄉道嘉93-2線是下坪至柳仔溝的道路。